# Mimosa dasyphylla
Mimosa dasyphylla är en ärtväxtart som beskrevs av John Gilbert Baker. Mimosa dasyphylla ingår i släktet mimosor, och familjen ärtväxter. Inga underarter finns listade i Catalogue of Life.